# 静岡県警察部
静岡県警察部（しずおかけんけいさつぶ）は、戦前の内務省監督下の静岡県が設置した府県警察部であり、静岡県内を管轄区域とする。
1948年（昭和23年）3月6日に廃止となり、静岡県警察部は国家地方警察静岡県本部と静岡市警察などの自治体警察に再編されることになった。

## 沿革
- 1876年（明治9年）4月　静岡県庁に第四課を設置。
- 1876年（明治9年）8月　浜松県を編入。
- 1880年（明治13年）4月　静岡県警察本署に改称。
- 1886年（明治19年）7月　静岡県警察本部に改称。
- 1890年（明治23年）10月　静岡県警察部に改称。
- 1905年（明治38年）4月　静岡県第四部に改称。
- 1907年（明治40年）7月　静岡県警察部に改称。
- 1928年（昭和3年）7月　特別高等課（特別高等警察）を設置。
- 1945年（昭和20年）7月　沼津大空襲が起きる。
- 1945年（昭和20年）10月　特別高等警察が廃止。
- 1946年（昭和21年）1月　公安課（公安警察）を設置。

## 組織
1927年（昭和2年）時点
- 警務課
- 高等警察課
- 保安課
- 刑事課
- 衛生課
- 工場課

## 警察署
1927年（昭和2年）時点
- 静岡警察署
- 清水警察署
- 藤枝警察署
- 島田警察署
- 沼津警察署
- 御殿場警察署
- 吉原警察署
- 大宮警察署
- 三島警察署
- 伊東警察署
- 大仁警察署
- 熱海警察署
- 下田警察署
- 松崎警察署
- 浜松警察署
- 新居警察署
- 気賀警察署
- 見付警察署
- 森町警察署
- 二俣警察署
- 水窪警察署
- 掛川警察署
- 金谷警察署
- 川崎警察署
- 堀之内警察署
- 清水水上警察署

## 歴代部長
| 代 | 官職名                 | 氏名         | 就任日         | 退任日         | 前職                                | 後職                           | 備考                      |
| -- | ---------------------- | ------------ | -------------- | -------------- | ----------------------------------- | ------------------------------ | ------------------------- |
| 1  | 警部長 警察本署長      | 香取新之助   | 1882年1月25日  | 1883年1月20日  | 静岡県警部                          | 四等警視兼一等警察使           |                           |
| 2  | 警部長 警察本署長      | 山下秀実     | 1883年1月20日  | 1884年7月14日  | 四等警視兼一等警察使                | 熊本県警部長                   |                           |
| 3  | 警部長 警察本署長      | 諏訪棣       | 1884年7月14日  | 1886年7月20日  | 四等警視兼一等警察使                | -                              |                           |
| 3  | 警部長 警察本部長      | 諏訪棣       | 1886年7月20日  | 1886年8月12日  | -                                   | 茨城県真壁郡長                 |                           |
| 4  | 警部長 警察本部長      | 相原安次郎   | 1886年8月12日  | 1890年10月13日 | 非職茨城県大書記官                  | -                              |                           |
| 4  | 警部長 警察部長        | 相原安次郎   | 1890年10月13日 | 1898年7月27日  | -                                   | 静岡県書記官                   |                           |
| 5  | 警部長 警察部長        | 川上親義     | 1898年7月27日  | 1899年2月15日  | 茨城県警部長                        | 宮崎県警部長                   |                           |
| 6  | 警部長 警察部長        | 久保田政周   | 1899年2月15日  | 1899年8月12日  | 福島県警部長                        | 山口県警部長                   |                           |
| 7  | 警部長 警察部長        | 天野三郎     | 1899年8月12日  | 1900年9月4日   | 非職山梨県警部長                    | 千葉県警部長                   |                           |
| 8  | 警部長 警察部長        | 有川貞壽     | 1900年9月4日   | 1903年6月12日  | 千葉県警部長                        | 福岡県警部長                   |                           |
| 9  | 警部長 警察部長        | 安河内麻吉   | 1903年6月12日  | 1905年4月19日  | 鳥取県警部長                        | 愛知県事務官・第四部長         |                           |
| 10 | 事務官 第四部長 警務長 | 小野木源次郎 | 1905年4月19日  | 1906年7月28日  | 愛知県警部長                        | 広島県事務官・第四部長         |                           |
| 11 | 事務官 第四部長 警務長 | 藤崎虎二     | 1906年7月28日  | 1907年7月13日  | 長野県事務官・第四部長              | -                              |                           |
| 11 | 事務官 警察部長 警務長 | 藤崎虎二     | 1907年7月13日  | 1908年6月12日  | -                                   | 京都府事務官・警察部長         |                           |
| 12 | 事務官 警察部長 警務長 | 龍岡篤敬     | 1908年6月12日  | 1911年7月4日   | 千葉県事務官・警察部長              | 依願免本官                     |                           |
| 13 | 事務官 警察部長 警務長 | 岩井敬太郎   | 1911年7月4日   | 1913年6月13日  | 宮崎県事務官・警察部長              | 青森県内務部長                 |                           |
| 14 | 警察部長               | 小林一男     | 1913年6月13日  | 1915年1月8日   | 警視庁警視                          | 宮崎県警察部長                 |                           |
| 15 | 警察部長               | 伊東喜八郎   | 1915年1月8日   | 1917年1月29日  | 宮崎県警察部長                      | 滋賀県内務部長                 |                           |
| 16 | 警察部長               | 斎藤宗宜     | 1917年1月29日  | 1918年1月14日  | 山形県警察部長                      | 宮城県警察部長                 |                           |
| 17 | 警察部長               | 豊田勝蔵     | 1918年1月14日  | 1919年4月24日  | 秋田県警察部長                      | 台湾総督府警務官               |                           |
| 18 | 警察部長               | 古宇田晶     | 1919年4月24日  | 1921年2月12日  | 宮崎県警察部長                      | 愛知県警察部長                 |                           |
| 19 | 警察部長               | 辛島知己     | 1921年2月12日  | 1922年6月17日  | 山梨県警察部長                      | 静岡県内務部長                 |                           |
| 20 | 警察部長               | 堀田鼎       | 1922年6月17日  | 1923年10月27日 | 千葉県理事官                        | 茨城県内務部長                 |                           |
| 21 | 警察部長               | 村松武美     | 1923年12月27日 | 1924年6月27日  | 新潟県理事官                        | 宮城県警察部長                 |                           |
| 22 | 警察部長               | 坂本暢       | 1924年6月27日  | 1924年12月20日 | 岐阜県警察部長                      | -                              |                           |
| 22 | 書記官 警察部長        | 坂本暢       | 1924年12月20日 | 1925年9月17日  | -                                   | 岩手県書記官・内務部長         |                           |
| 23 | 書記官 警察部長        | 毛利文治     | 1925年9月17日  | 1926年9月28日  | 長崎県書記官・警察部長              | 島根県書記官・内務部長         |                           |
| 24 | 書記官 警察部長        | 横山正       | 1926年9月28日  | 1927年5月17日  | 山口県書記官・警察部長              | 休職                           |                           |
| 25 | 書記官 警察部長        | 福邑正樹     | 1927年5月17日  | 1928年1月10日  | 埼玉県書記官・警察部長              | 和歌山県書記官・内務部長       |                           |
| 26 | 書記官 警察部長        | 金森太郎     | 1928年1月10日  | 1929年7月8日   | 休職茨城県書記官                    | 福島県書記官・内務部長         |                           |
| 27 | 書記官 警察部長        | 梅津芳三     | 1929年7月8日   | 1930年1月11日  | 山梨県書記官・警察部長              | 依願免本官                     |                           |
| 28 | 書記官 警察部長        | 中村恒三郎   | 1930年1月11日  | 1931年6月27日  | 福岡県書記官・警察部長              | 和歌山県書記官・内務部長       |                           |
| 29 | 書記官 警察部長        | 纐纈弥三     | 1931年6月27日  | 1931年12月24日 | 休職茨城県書記官                    | 三重県書記官・警察部長         |                           |
| 30 | 書記官 警察部長        | 藤岡長敏     | 1931年12月24日 | 1932年6月30日  | 鹿児島県書記官・警察部長            | 北海道庁部長・警察部長         |                           |
| 31 | 書記官 警察部長        | 歌田千勝     | 1932年6月30日  | 1935年1月19日  | 石川県書記官・警察部長              | 広島県書記官・警察部長         |                           |
| 32 | 書記官 警察部長        | 橋本清吉     | 1935年1月19日  | 1936年4月25日  | 警視庁刑事部長                      | 内務書記官・警保局警務課長     |                           |
| 33 | 書記官 警察部長        | 山内逸造     | 1936年4月25日  | 1937年6月16日  | 埼玉県書記官・警察部長              | 内務事務官兼内閣総理大臣秘書官 |                           |
| 34 | 書記官 警察部長        | 生悦住求馬   | 1937年6月16日  | 1938年7月2日   | 茨城県書記官・警察部長              | 内務書記官・土木局港湾課長     |                           |
| 35 | 書記官 警察部長        | 西広忠雄     | 1938年7月2日   | 1940年4月10日  | 長野県書記官・警察部長              | 内務書記官・計画局防空課長     |                           |
| 36 | 書記官 警察部長        | 桂定治郎     | 1940年4月10日  | 1940年7月26日  | 岡山県書記官                        | 警察講習所教授兼内務書記官     |                           |
| 37 | 書記官 警察部長        | 柘植文雄     | 1940年7月26日  | 1942年7月7日   | 茨城県書記官・警察部長              | 新潟県書記官・警察部長         |                           |
| 38 | 書記官 警察部長        | 市来鉄郎     | 1942年7月7日   | 1942年11月1日  | 大政翼賛会総務局庶務課長 兼人事部長 | -                              |                           |
| 38 | 部長 警察部長          | 市来鉄郎     | 1942年11月1日  | 1943年8月11日  | -                                   | 神祇院調査官兼内務書記官       |                           |
| 39 | 部長 警察部長          | 西村直己     | 1943年8月11日  | 1944年8月2日   | 内務事務官                          | 情報局情報官                   |                           |
| 40 | 部長 警察部長          | 岩沢博       | 1944年8月2日   | 1945年10月13日 | 警視庁部長・消防部長                | 休職                           |                           |
| 41 | 部長 警察部長          | 高浜淳       | 1945年10月13日 | 1945年10月27日 | -                                   | -                              | 兼任・本務:静岡県内政部長 |
| 42 | 部長 警察部長          | 古屋久雄     | 1945年10月27日 | 1946年4月1日   | 地方副参事・東京都勤務              | -                              |                           |
| 42 | 地方事務官 警察部長    | 古屋久雄     | 1946年4月1日   | 1946年7月13日  | -                                   | 静岡県内務部長                 |                           |
| 43 | 地方事務官 警察部長    | 中川淳       | 1946年7月13日  | 1947年2月24日  | 鹿児島県警察部長                    | 内務省警保局教養課長           |                           |
| 44 | 地方事務官 警察部長    | 吉岡恵一     | 1947年2月24日  | 1948年3月6日   | 内務省地方局総務課長                | 国家消防庁監理局長             |                           |

## 主な事件
- 浜松連続殺人事件